# 代塞尔维莱尔
代塞尔维莱尔（法語：Déservillers）是法国杜省的一个市镇，属于贝桑松区（Besançon）阿芒塞县（Amancey）。该市镇总面积13.88平方公里，2009年时的人口为312人。

## 人口
代塞尔维莱尔人口变化图示